# Lista de personagens de Fringe
Está é uma lista dos personagens da série de televisão Fringe.

## Principais

### Olivia Dunham
Olivia Dunham (Anna Torv) é uma jovem e forte agente do Federal Bureau of Investigation (FBI) que é forçada a trabalhar na descoberta das causas de um inexplicável fenômeno conhecido como O Padrão. A partir de então começa a receber a ajuda do Dr. Walter Bishop. Mantinha um relacionamento amoroso com seu colega do FBI, John Scott, e por isso, procurou com tanto afinco a solução para o estado de seu parceiro.

### Peter Bishop
Peter Bishop (Joshua Jackson) é um rapaz com um QI de 190, 50 pontos acima de gênio. É filho do Dr. Walter Bishop, com quem tem sérios problemas de relacionamento devido a uma infância conturbada por culpa do pai. Cético, e de vez em quando cínico é indispensável para a equipe por ser um "tradutor" das teorias de Walter. Nunca manteve um emprego fixo, já tendo sido bombeiro, professor do MIT, engenheiro, sendo que quando encontrado por Olívia estava em Bagdá atuando como engenheiro.

### Dr. Walter Bishop
Dr. Walter Bishop (John Noble) é um renomado cientista (com um QI de 196) que trabalhou para o governo dos Estados Unidos nos anos 1970, sendo responsável por experiências com a Ciência de Borda (Fringe Science) que eram compostas de estudos de coisas paranormais como: premonição, teletransporte, reanimação, aumento de estímulo elétrico humano e também envolvimento com o projeto T.H.O.R.
Foi internado no hospital psiquiátrico Saint-Claire por 17 anos depois de um incidente ainda não revelado em seu laboratório na Universidade Harvard. Após 17 anos internado, Walter perdeu muito de sua memória e alguns momentos, até demonstra uma perda de lucidez mas quando motivado demonstra um conhecimento científico e uma inteligência incríveis sendo que o único que traduz suas especulações científicas para o resto da Divisão é seu filho, Peter.

## Secundários

### Divisão Fringe

#### Phillip Broyles
Phillip Broyles (Lance Reddick) é um agente do Departamento de Segurança Interna dos Estados Unidos (DHS) que lidera as investigações da Divisão Fringe, que trabalha em estabelecer padrões em casos de terrorismo e eventos paranormais. É reservado e parece sempre estar escondendo algo. Mantém um compartilhamento de informações com Nina Sharp muito suspeito. Tem uma certa animosidade quanto a Olívia Dunham por a mesma ter conduzido uma investigação que levou a prisão de um grande amigo de Broyles quando ambos ainda trabalhavam na Marinha dos Estados Unidos.

#### Astrid Farnsworth
Astrid Farnsworth (Jasika Nicole) é uma agente júnior do FBI que foi designada para a Divisão Fringe para auxiliar a agente Olivia Dunham e que também auxilia o Dr. Walter Bishop em seu laboratório e age como sua "tutora" nos momentos de ausência de Peter Bishop.

### FBI

#### Charlie Francis
Charlie Francis (Kirk Acevedo) é um agente do FBI que está ajudando Olívia nos seus casos. É como um irmão para Olívia e aparentemente o único que sabia do caso dela com o agente John Scott.

#### Sanford Harris
Sanford Harris (Michael Gaston) era originalmente um oficial de alta patente do Corpo de Fuzileiros Navais e amigo de Phillip Broyles. Ele se envolveu em um evento com bebidas e estupro de três mulheres e foi investigado por Olivia. Os fatos sofreram uma reviravolta, mas a carreira de Harris foi arruinada. Harris então foi para o Departamento de Segurança Nacional como consultor de alto nível para O Pentágono. Ele é chamado para auditar os procedimentos da Divisão Fringe e dá, então, por vingança, ênfase nas ações de Olivia.

#### Amy Jessup
Amy Jessup (Meghan Markle) é uma agente do escritório de Nova Iorque do FBI que surgiu no primeiro episódio da 2.ª temporada. Ela demonstra interesse na Divisão Fringe e sabe sobre a existência dos fenômenos extraordinários investigados pela Divisão.

#### John Scott
John Scott (Mark Valley) é um agente do FBI que tem um romance escondido com Olívia Dunham, mas que na realidade descobre-se que ele trabalhava como agente duplo. Após ser atingido por uma combinação desconhecida de produtos químicos em uma explosão ele fica em estado grave no hospital sendo salvo pelo Dr. Walter Bishop, durante o seu estado de coma no hospital entrou em contato com Olívia através de uma experiência psico-somática do Dr. Bishop. Aparentemente conduzia investigações próprias sobre O Padrão, estando a frente do FBI em alguns casos.

### Massive Dynamic

#### Nina Sharp
Nina Sharp (Blair Brown) trabalha há 16 anos na Massive Dynamic e é COO da empresa. É uma mulher manipuladora, sinistra e misteriosa que ao que tudo indica pode ter conexões perigosas com pessoas bem poderosas em várias esferas do poder. Tem um grande respeito e admiração pelo fundador da empresa, William Bell — que foi colega de Walter nos anos 1970 — por ele a ter salvo após um acidente e ter lhe criado um braço robótico.

#### William Bell
William Bell (Leonard Nimoy) é membro do laboratório original do Dr. Walter Bishop e CEO da Massive Dynamics.

### O Padrão

#### David Robert Jones
David Robert Jones (Jared Harris) é um bioquímico preso em uma cadeia alemã e é o principal antagonista da primeira temporada. Sua primeira aparição na série ocorre quando Olivia o contacta com o objetivo de descobrir um antídoto para um estranho parasita que está no corpo do agente do FBI Mitchell Loeb. Ele ajuda Olivia, mas em troca exige que seja feita uma pergunta a um de seus associados. A resposta a questão é, na verdade, uma mensagem codificada para Loeb.

#### Mitchell Loeb
Mitchell Loeb (Chance Kelly) é um agente inescrupuloso do FBI que trabalha com Jones para atingir os objetivos do ZFT.

#### O Transmorfo
O Transmorfo (Mike Mitchell, Luke Goss, Simone Kessell e Kirk Acevedo) teve sua primeira aparição no primeiro episódio da 2.ª temporada e é um agente/assassino trabalhando para uma facção desconhecida de outra dimensão que tem ordens para matar Olivia Dunham e evitar seu encontro com William Bell.

### Outros

#### O Observador
O Observador é uma figura misteriosa, sempre de terno e chapéu. Totalmente desprovido de cabelos e sobrancelhas parece sempre estar nos locais relacionados ao Padrão. Gosta de carne crua e parece não ter um paladar muito desenvolvido. Conhece o Dr. Bishop de longa data porque salvou Peter da morte.
Sempre aparece nos episódios, em algumas vezes quase imperceptível, mas nem sempre está nos créditos. É creditado pela primeira vez no episódio da 1.ª temporada "The Arrival", como "September" (Michael Cerveris) — "Setembro", em português. No episódio "August" (Peter Woodward), é revelado que outro Observador tem como nome um mês, fazendo-nos acreditar que esse seja o padrão de nomes dos Observadores, e consequentemente fazendo-nos também acreditar que existam 12 Observadores.
Voltam a reaparecer no episódio "Peter": "August" (Peter Woodward), "December" (Eugene Lipinski) e "September" (Michael Cerveris).

#### Rachel Dunham
Rachel Dunham (Ari Graynor) é a irmã mais nova de Olivia. É uma mãe jovem que foi, temporariamente, morar com Olivia. Ela aparenta ter uma atração mútua por Peter Bishop.

#### Ella Dunham
Ella Dunham (Lily Pilblad) é filha de Rachel Dunham e sobrinha de Olivia.

#### Elizabeth Bishop
Elizabeth Bishop (Orla Brady) é esposa do Dr. Walter e mãe de Peter.

#### Carla Warren
Drª Carla Warren (Jenni Blong) é a assistente do Dr. Walter e, parece ser, a assistente morta no incêndio ocorrido no laboratório do Dr. Walter e que o levou a internação.